# Strategic Simulations
La Strategic Simulations Inc. (SSI) è stata un'azienda statunitense sviluppatrice e editrice di videogiochi, che ha prodotto oltre 100 titoli dalla sua fondazione nel 1979. Era specialmente nota per i suoi wargame, per l'adattamento per computer del gioco di ruolo Dungeons & Dragons e per la serie Panzer General.

## Storia
La azienda fu fondata da Joel Billings, un giocatore entusiasta di wargame. Assunse il programmatore John Lyons, autore di Computer Bismarck — in seguito indicato come il primo "wargame serio" pubblicato per un microcomputer — e Ed Williger, autore di Computer Ambush. Entrambi i giochi erano stati scritti in BASIC, come molti dei primi giochi della SSI. Computer Bismarck fu pubblicato per l'Apple II nel gennaio 1980 e più tardi lo stesso anno per il TRS-80. Chuck Kroegel, che scrisse con David Landry molti dei primi wargame della SSI, si unì alla compagnia nel 1983 e condusse lo sviluppo dei prodotti per oltre dieci anni.
Nel 1982 la SSI lanciò la linea RapidFire. Sebbene il nome sembri implicare dei giochi di azione, questa era semplicemente un'etichetta per giochi scritti da terze parti. La serie iniziale consistette di Cytron Masters, The Cosmic Balance e Galactic Gladiators. I titoli successivi inclusero Epidemic!, uno strategico in tempo reale riguardo ad una piaga globale, Queen Of Hearts, Cosmic Balance II, Broadsides e altri. Questa linea non durò a lungo e pare che sia terminata nel 1983 o 1984.
La SSI si espanse anche nei videogiochi di ruolo con titoli come Wizard's Crown, Questron e la serie Phantasie. Nel 1987 acquisì la licenza per produrre giochi basati sulla seconda edizione di Advanced Dungeons & Dragons dalla TSR e pubblicò oltre trenta titoli a compinciare con Pool of Radiance nel 1988. I prodotti su licenza TSR formarono il nucleo principale dei giochi basati sul motore Gold Box.
La SSI tornò alla ribalta nei giochi strategici nel 1994 con la pubblicazione di Panzer General, un gioco molto accessibile e facile da giocare, nonostante offrisse profondità di gioco e un senso di continuità e di obbiettivi da raggiungere. Fu seguito da tre altri giochi basati su versioni leggermente modificate del motore base, tra cui Allied General e Pacific General, quest'ultimo probabilmente il più bilanciato. Furono anche pubblicati giochi non storici basati sullo stesso sistema, Star General e Fantasy General. In seguito questi furono collettivamente chiamati come la 5-Star General Series.
Poiché le nuove versioni vennero pubblicate ad un intervallo di tre anni una dall'altra, queste divennero antiquate rispetto ai miglioramenti dell'hardware. Nel 1997 venne pubblicata una versione di Panzer General II con mappe e icone dipinte a mano. Fu molto popolare e la prima edizione vendette oltre 100 000 copie. People's General fu basata sullo stesso motore. Nel 1999 Panzer General 3D: Assault introdusse un motore 3D reale, ma la modalità di gioco non era particolarmente degno di nota. Un tentativo finale nel 2000, fu Panzer General III: Scorched Earth.
La SSI venne acquisita dalla Mindscape nel 1994, per un certo tempo fece parte della Mattel e infine nel marzo 2001 entrò a far parte della Ubisoft, che ha ormai ritirato il marchio.

## Videogiochi
Lista dei titoli pubblicati:
- 50 Mission Crush (1984)
- AD&D Dark Sun Online: Crimson Sands (1996)
- Advanced Dungeons & Dragons Collectors Edition Vol. 1 (raccolta 1994)
- Advanced Dungeons & Dragons Collectors Edition Vol. 2 (raccolta 1994)
- Advanced Dungeons & Dragons Collectors Edition Vol. 3 (raccolta 1994)
- Advanced Dungeons & Dragons (Limited Edition Collector's Set) (raccolta 1990)
- Alien Logic (1994)
- A Line in the Sand (1992)
- Allied General (1995)
- Al-Qadim: The Genie's Curse (1994)
- Archon Ultra (1994)
- Award Winning Wargames (raccolta 1994)
- B-24 (1987)
- Baltic 1985 (1984)
- Battalion Commander (1985)
- Battle Cruiser (1987)
- Battle for Normandy (1982)
- Battle Group (1986)
- Battle of Antietam (1985)
- The Battle of Shiloh (1981)
- The Battle of the Bulge: Tigers in the Snow (1981)
- Battles of Napoleon (1988)
- Bomb Alley (1982)
- Breakthrough in the Ardennes (1983)
- Broadsides (1983)
- Buccaneer (1997)
- Buck Rogers: Countdown to Doomsday (1990)
- Buck Rogers: Matrix Cubed (1992)
- Carrier Force (1983)
- Carrier Strike: South Pacific 1942-44 (1992)
- Cartels & Cutthroats (1981)
- Champions of Krynn (1990)
- Chronicles of Osgorth: The Shattered Alliance (1981)
- Clash of Steel: World War II, Europe 1939-45 (1993)
- Close Combat: Invasion: Normandy - Utah Beach to Cherbourg (2000)
- Close Combat: The Battle of the Bulge (1999)
- Colonial Conquest (1985)
- Combat Leader (1983)
- The Complete Great Naval Battles: The Final Fury (1996)
- Computer Air Combat (1980)
- Computer Ambush (1984)
- Computer Baseball (1981)
- Computer Bismarck (1980)
- Computer Napoleonics: The Battle of Waterloo (1980)
- Computer Quarterback (1981)
- Conflict: Korea - The First Year 1950-51 (1992)
- Conflict: Middle East (1991)
- Cosmic Balance II (1983)
- The Cosmic Balance (1982)
- Critic's Choice: Strategy Collection (1995)
- Curse of the Azure Bonds (1989)
- Cyber Empires (1992)
- CyClones (1994)
- Cytron Masters (1982)
- Dark Colony (1997)
- Dark Legions (1994)
- The Dark Queen of Krynn (1992)
- Dark Sun: Shattered Lands (1993)
- Dark Sun: Wake of the Ravager (1994)
- DeathKeep (1995)
- Death Knights of Krynn (1991)
- Decisive Battles of WWII: Ardennes Offensive (1997)
- Definitive Wargame Collection 2 (raccolta 1996)
- The Definitive Wargame Collection (raccolta 1995)
- Demon's Winter (1988)
- Dragons of Flame (1989)
- DragonStrike (1990)
- Dungeon Hack (1993)
- Dungeons & Dragons: Tower of Doom (1993)
- Dungeons & Dragons: Warriors of the Eternal Sun (1992)
- Eagles (1983)
- Earth 2150 (2000)
- Epidemic! (1983)
- The Eternal Dagger (1987)
- Eye of the Beholder (1991)
- Eye of the Beholder / Eye of the Beholder II: The Legend of Darkmoon / Eye of the Beholder III: Assault on Myth Drannor (raccolta 1995)
- Eye of the Beholder II: The Legend of Darkmoon (1991)
- Eye of the Beholder III: Assault on Myth Drannor (1993)
- Fantasy Empires (1993)
- Fantasy Fest! (1994)
- Fantasy General (1996)
- Field of Fire (1984)
- Fighter Command: The Battle of Britain (1983)
- Fighting Steel: World War II Surface Combat 1939-1942 (1999)
- Final Liberation: Warhammer Epic 40,000 (1997)
- First over Germany (1988)
- Five Star Collection (raccolta 1997)
- Flanker 2.0 (1999)
- Flashback: The Quest for Identity (1993)
- Fortress (1983)
- Galactic Adventures (1983)
- Galactic Gladiators (1982)
- Gary Grigsby's Pacific War (1992)
- Gary Grigsby's War in Russia (1993)
- Gateway to the Savage Frontier (1991)
- Gemstone Healer (1986)
- Gemstone Warrior (1984)
- Geopolitique 1990 (1983)
- Germany 1985 (1982)
- Gettysburg: The Turning Point (1986)
- Great Naval Battles: North Atlantic 1939-43 (1992)
- Great Naval Battles: North Atlantic 1939-1943 (CD-ROM 1993)
- Great Naval Battles: North Atlantic 1939-1943 - Scenario Builder (espansione 1993)
- Great Naval Battles: North Atlantic 1939-43 - America in the Atlantic (espansione 1993)
- Great Naval Battles: North Atlantic 1939-43 - Super Ships of the Atlantic (espansione 1993)
- Great Naval Battles Vol. II: Guadalcanal 1942-43 (1994)
- Great Naval Battles Vol. III: Fury in the Pacific, 1941-44 (1995)
- Great Naval Battles Vol. IV: Burning Steel, 1939-1942 (1995)
- The Great War: 1914 - 1918 (1993)
- Guadalcanal Campaign (1982)
- Heroes of the Lance (1988)
- Hillsfar (1989)
- Imperialism (1997)
- Imperialism II: Age of Exploration (1999)
- Imperium Galactum (1984)
- Kampfgruppe (1985)
- Kampfgruppe: Scenario Disk I (espansione 1985)
- Knights of the Desert: The North African Campaign of 1941-43 (1983)
- Legends of Valour (1992)
- Luftwaffe Commander: WWII Combat Flight Simulator (1998)
- Mech Brigade (1985)
- Medieval Lords: Soldier Kings of Europe (1991)
- MegaTriPak (raccolta 1996)
- Menzoberranzan (1994)
- NAM (1986)
- Napoleon's Campaigns: 1813 & 1815 (1981)
- Necrodome (1996)
- Neverwinter Nights (1991)
- No Greater Glory: The American Civil War (1991)
- North Atlantic '86 (1983)
- Norway 1985 (1985)
- Objective: Kursk (1984)
- Operation Apocalypse (1981)
- Operation Market Garden: Drive on Arnhem, September 1944 (1985)
- Order of the Griffon (1992)
- Overrun! (1989)
- Pacific General (1997)
- Panzer Commander (1998)
- Panzer General (1994)
- Panzer General II (1997)
- Panzer General 3D Assault (1999)
- Panzer General III: Scorched Earth (2000)
- Panzer Grenadier (1985)
- Panzer Strike! (1987)
- People's General (1998)
- Phantasie (1985)
- Phantasie II (1986)
- Phantasie III: The Wrath of Nikademus (1987)
- Pool of Radiance (1988)
- Pools of Darkness (1991)
- President Elect (1981)
- President Elect: 1988 Edition (espansione 1987)
- Prophecy of the Shadow (1992)
- Pursuit of the Graf Spee (1982)
- Questron (1984)
- Questron II (1988)
- Rails West! (1984)
- Ravenloft: Stone Prophet (1995)
- Ravenloft: Strahd's Possession (1994)
- RDF 1985 (1983)
- Reach for the Stars (2000)
- Realms of Darkness (1986)
- Rebel Charge at Chickamauga (1987)
- Red Lightning (1989)
- Reforger '88 (1984)
- Renegade: Battle for Jacob's Star (1995)
- Renegade Legion: Interceptor (1990)
- Ringside Seat (1983)
- Rings of Zilfin (1986)
- Roadwar 2000 (1986)
- Roadwar: Bonus Edition (raccolta 1990)
- Roadwar Europa (1987)
- Second Front: Germany Turns East (1990)
- Secret of the Silver Blades (1990)
- Serf City: Life is Feudal (1995)
- Shadow Sorcerer (1991)
- Shard of Spring (1986)
- Shiloh: Grant's Trial in the West (1987)
- Silent Hunter (1996)
- Silent Hunter: Commander's Edition (raccolta 1997)
- Silent Hunter II (2001)
- Silent Hunter Patrol Disk (espansione 1996)
- Silent Hunter Patrol Disk #2 (espansione 1997)
- Six-Gun Shootout (1985)
- Slayer (1994)
- Soldiers at War (1998)
- Sons of Liberty (1987)
- Southern Command (1981)
- Spelljammer: Pirates of Realmspace (1992)
- The SSI Compilation (raccolta 1996)
- Star Command (1988)
- Star General (1996)
- Steel Panthers (1995)
- Steel Panthers: Campaign Disk (espansione 1996)
- Steel Panthers: Campaign Disk #2 (espansione 1997)
- Steel Panthers II: Modern Battles (1996)
- Steel Panthers II: Modern Battles - Campaign Disk (espansione 1996)
- Steel Panthers III: Brigade Command (1939-1999) (1997)
- Stellar Crusade (1988)
- Storm Across Europe (1989)
- Stronghold (1993)
- Su-27 Flanker (1995)
- Su-27 Flanker Mission Disk (espansione 1997)
- Su-27 Flanker (Squadron Commander's Edition) (raccolta 1997)
- The Summoning (1992)
- Sword of Aragon (1989)
- Three Worlds of Official Dungeons & Dragons 2nd Edition Computer Games (raccolta 1995)
- Tony La Russa Baseball II (1993)
- Tony La Russa's Ultimate Baseball (1991) e numerose espansioni (1991-1992)
- Torpedo Fire (1981)
- Treasures of the Savage Frontier (1992)
- Twenty Wargame Classics (raccolta 1996)
- Typhoon of Steel (1988)
- Ultimate Wargame Collection: World War II (raccolta 1998)
- Ultimate Wargame Collection Volume 2: World War II (raccolta 1999)
- Ultimate Wargame Collection Volume 3: Modern Warfare (raccolta 1999)
- Unlimited Adventures (1993)
- U.S.A.A.F. - United States Army Air Force (1985)
- Veil of Darkness (1993)
- Wargame Construction Set (1986)
- Wargame Construction Set II: Tanks! (1994)
- Wargame Construction Set III: Age of Rifles 1846-1905 (1996)
- Wargame Construction Set III: Age of Rifles 1846-1905 - Campaign Disk (espansione 1997)
- Warhammer 40,000: Chaos Gate (1998)
- Warhammer 40,000: Rites of War (1999)
- Warhammer: Shadow of the Horned Rat (1996)
- The Warhammer Universe Strategy Game Collection (raccolta 1999)
- War in Russia (1984)
- War in the South Pacific (1986)
- Warlords: Battlecry (2000)
- War of the Lance (1989)
- The Warp Factor (1981)
- Warship (1986)
- War Wind (1996)
- War Wind II: Human Onslaught (1997)
- Waterloo (1989)
- Western Front: The Liberation of Europe 1944-1945 (1991)
- Wizard's Crown (1986)
- World of Aden: Entomorph - Plague of the Darkfall (1995)
- World of Aden: Thunderscape (1995)